# Carme Trilla Bellart
Carme Trilla Bellart   (Barcelona, 1948) és una economista especialista en el sector de l'habitatge i en polítiques públiques d'habitatge ha treballat per diferents administracions públiques i entitats socials en el disseny d'estratègies i d'instruments en matèria d'habitatge social.

## Trajectòria professional i acadèmica
És llicenciada en Ciències Econòmiques per la Universitat de Barcelona. Va col·laborar amb el serveis d'estudis de la Caixa de Sabadell i del Banc de Crèdit Local a Madrid. Posteriorment va treballar als serveis de documentació i d'estudis de Banca Catalana a Barcelona. Entre 1984 i 1988 va dirigir el Servei d'Estudis de la Direcció General d'Arquitectura i Habitatge de la Generalitat de Catalunya. Del 1988 al 1994 va coordinar el Màster en Direcció d'Empreses Constructores i Immobiliàries, promogut per la Universitat Politècnica de Madrid, a Barcelona. També col·labora des de l'any 1989 amb l'Institut de Tecnologia de la Construcció de Catalunya en l'àrea d'anàlisi econòmica del sector de la construcció. Ha col·laborat amb la Universitat de Barcelona en l'organització i docència del títol propi de Graduat en Estudis Immobiliaris i de la Construcció, i amb la Universitat Pompeu Fabra en el Màster de Polítiques del Sector Públic. Des del 1998 fins al 1999 va treballar a l'Associació de promotors Constructors d'Edificis de Barcelona, com a directora del Gabinet d'Estudis i coordinadora de l'Aula Immobiliària.
L'any 2004 va ser anomenada Directora General d'Habitatge i posteriorment Secretària d'Habitatge, del Departament de Medi Ambient i Habitatge de la Generalitat de Catalunya, càrrec que va ocupar fins al gener del 2011. Durant aquests dos mandats va impulsar, entre d'altres, la Llei del Dret a l'Habitatge 18/2007, aprovada pel Parlament, el desembre del 2007 i el Pacte Nacional per a l'Habitatge 2007-2016. Del 2011 al 2014 va desenvolupar, a Càritas Barcelona, el Servei de Mediació en l'Habitatge, per atendre famílies amb problemes greus de sobre endeutament; el Programa Paidós, de prevenció de la pobresa infantil cronificada i va col·laborar amb la Fundació Foment de l'Habitatge Social per augmentar el seu parc d'habitatges d'inserció.Actualment, és presidenta de la Fundació Hàbitat3, que té com a objectius la cerca i la gestió d'habitatges de lloguer social i d'inclusió per atendre famílies en situació d'emergència social i necessitats d'habitatge.
Al llarg del temps ha efectuat col·laboracions amb diverses universitats, com la de Barcelona, la Pompeu Fabra, l'Autònoma de Barcelona, la de Girona, i la Politècnica de Catalunya, en l'organització i realització de cursos sobre el sector immobiliari i la política d'habitatge. Ha col·laborat en revistes especialitzades amb la redacció d'articles i estudis sobre qüestions d'habitatge. Va publicar diversos articles en la revista L'informatiu del Caateeb. És autora de diversos llibres sobre el mercat immobiliari a Catalunya i sobre la incidència de les polítiques d'habitatge en la demanda i necessitats de la societat.
El Col·legi d'Aparelladors de Barcelona va atorgar-li l'any 2016 el Premi Catalunya Construcció.
Forma part del Consell Assessor del Pla de Barris de Barcelona i presideix l'Observatori Metropolità de l'Habitatge de Barcelona.